# Khê Hồ
Khê Hồ (tiếng Trung: 溪湖区, Hán Việt: Khê Hồ khu) Là một quận của địa cấp thị Bản Khê, tỉnh Liêu Ninh, Cộng hòa Nhân dân Trung Hoa. Quận Khê Hồ có diện tích 320 km2, dân số năm 2002 là 230.000 người. Quận này được chia thành 6 nhai đạo biện sự xứ: Hà Đông, Hà Tây, Thái Truân, Thụ Tỉnh, Đông Phong; 3 trấn: HỏA Liên Trại, Thạch Kiều Tử, Oai Đầu Sơn và 1 hương Trương Kỳ Trại.